# Alice Coachman
Alice Marie Coachman, po mężu Davis (ur. 9 listopada 1923 w Albany, w stanie Georgia, zm. 14 lipca 2014 tamże) – amerykańska lekkoatletka, specjalistka skoku wzwyż oraz sprinterka, mistrzyni olimpijska z 1948.
Na igrzyskach olimpijskich w 1948 w Londynie Coachman zdobyła złoty medal w skoku wzwyż, poprawiając wynikiem 1,68 m rekord olimpijski. Stała się tym samym pierwszą przedstawicielką czarnej rasy, która zdobyła mistrzostwo olimpijskie.
Zdobyła łącznie 18 tytułów mistrzyni Stanów Zjednoczonych (AAU):
- bieg na 50 metrów – 1943-1947
- bieg na 100 metrów – 1942, 1945 i 1946
- skok wzwyż – 1939-1948

Była również halową mistrzynią USA (AAU) w biegu na 50 jardów w 1945 i 1946 oraz w skoku wzwyż w 1941, 1945 i 1946
Jej rekord życiowy w skoku wzwyż wynosił 1,68 m i pochodził z igrzysk w 1948.